# Haltere la Jocurile Olimpice de vară din 2024 - masculin 89 kg
Proba de haltere categoria 89 de kg masculin de la Jocurile Olimpice de vară din 2024 de la Paris a avut loc la data de 9 august 2024, la Paris Expo Porte de Versailles.

## Program
Orele sunt ora Franței (UTC+1) 
| Data                  | Oră   |
| --------------------- | ----- |
| Vineri, 9 august 2024 | 15:00 |

## Rezultate
| Loc | Sportiv             | Țară              | Smuls (kg) | Smuls (kg) | Smuls (kg) | Smuls (kg) | Aruncat (kg) | Aruncat (kg) | Aruncat (kg) | Aruncat (kg) | Total      |
| Loc | Sportiv             | Țară              | 1          | 2          | 3          | Rezultat   | 1            | 2            | 3            | Rezultat     | Total      |
| --- | ------------------- | ----------------- | ---------- | ---------- | ---------- | ---------- | ------------ | ------------ | ------------ | ------------ | ---------- |
| 1   | Karlos Nasar        | Bulgaria          | 173        | 177        | 180        | 180        | 213          | 224          | —            | 224 RM, RO   | 404 RM, RO |
| 2   | Yeison López        | Columbia          | 175        | 180        | 180        | 180        | 205          | 205          | 210          | 210          | 390        |
| 3   | Antonino Pizzolato  | Italia            | 172        | 172        | 176        | 172        | 212          | 212          | 212          | 212          | 384        |
| 4   | Marin Robu          | Republica Moldova | 170        | 175        | —          | 175        | 200          | 208          | 212          | 208          | 383        |
| 5   | Mirmostafa Javadi   | Iran              | 164        | 168        | 171        | 168        | 204          | 217          | 217          | 204          | 372        |
| 6   | Yu Dong-ju          | Coreea de Sud     | 163        | 163        | 168        | 168        | 203          | 211          | 217          | 203          | 371        |
| 7   | Andranik Karapetyan | Armenia           | 170        | 175        | 177        | 170        | 200          | 210          | 215          | 200          | 370        |
| 8   | Keydomar Vallenilla | Venezuela         | 157        | 162        | 165        | 162        | 190          | 196          | 200          | 196          | 358        |
| 9   | Romain Imadouchène  | Franța            | 155        | 155        | 161        | 155        | 195          | 196          | 204          | 196          | 351        |
| 10  | Kyle Bruce          | Australia         | 143        | 148        | 148        | 148        | 182          | 182          | 188          | 182          | 330        |
| —   | Boady Santavy       | Canada            | 158        | 163        | 166        | 163        | 186          | 187          | 188          | —            | NT         |
| —   | Karim Abokahla      | Egipt             | 165        | 170        | 170        | 165        | —            | —            | —            | —            | NT         |